# ملعب فيديريكو شفاغر
ملعب فيديريكو شفاغر (بالإنجليزية: Estadio Federico Schwager)‏ هو ملعب كرة قدم يقع في كورونل، تشيلي، يتسع لـ 5,700 متفرج.

## التاريخ
افتتح الملعب في 1942.